# Малатеста III Малатеста ди Соляно
Вижте пояснителната страница за други личности с името Малатеста Малатеста.
Малатеста III Малатеста ди Соляно (на италиански: Malatesta III Malatesta di Sogliano; † пр. 1452) от кадетския клон Малатеста от Соляно на рода Малатеста е суверенен граф на Соляно с брат си Джовани IV и владетел на Пенабили, Ронкофредо, Чола дей Малатести, Монтеджели, Ронтаняно, Савиняно ди Риго, Пиетра дел'Узо, Монтепетра, Стригара, Гаджо, Вилалта, Спинело, Сан Мартино ин Конверсето, Монтекодруцо, Сегуно, Торнано, Сера и Борги около 1442 г.

## Произход
Той е син на Джовани III Малатеста ди Соляно, наречен Дзане (* ок. 1377, † 1442), граф на Соляно и господар на Пенабили, Верукио, Ронкофредо, Чола дей Малатести, Монтеджели, Ронтаняно, Савиняно ди Риго, Пиетра дел'Узо, Монтепетра, Стригара, Гаджо, Вилалта, Спинело, Сан Мартино ин Конверсето, Монтекодруцо и Борги през 1389 г., и на съпругата му Лукреция Малатеста. Негов дядо по бащина линия е Малатеста II, с брат му Рамберто II граф на Соляно, а по майчина – Галеото Малатеста ди Сан Мауро и Монте Порцио. Има трима братя и пет сестри:
- Джовани IV († ок. 1452), граф на Соляно заедно с него, губернатор на Чезена за Галеото Роберто Малатеста, съпруг на Изабела Висконти
- Рамберто († 1450 при защитата на Шкодра), капитан на Венеция, съпруг на Катерина
- Галеото
- Агата, съпруга на Гуидо Торели
- Аниезина († 1438)
- Изабела († 1438)
- Франческа
- Гелтруда.

## Биография
През 1433 г. роднината ми Сиджизмондо Пандолфо Малатеста у дава задачата заедно с други благородници да придружава император Сигизмунд Люксембургски по време на пътуването му през земите на Малатеста.
|  | Тази страница частично или изцяло представлява превод на страницата Malatesta III Malatesta de Sogliano в Уикипедия на каталонски. Оригиналният текст, както и този превод, са защитени от Лиценза „Криейтив Комънс – Признание – Споделяне на споделеното“, а за съдържание, създадено преди юни 2009 година – от Лиценза за свободна документация на ГНУ. Прегледайте историята на редакциите на оригиналната страница, както и на преводната страница, за да видите списъка на съавторите. ВАЖНО: Този шаблон се отнася единствено до авторските права върху съдържанието на статията. Добавянето му не отменя изискването да се посочват конкретни източници на твърденията, които да бъдат благонадеждни. |